# 1,2,4-三硫杂环戊烷
1,2,4-三硫杂环戊烷（英語：1,2,4-trithiolane）是一种有机化合物，化学式C2H4S3，可见于臭豆、Chondria acrorhizophora、洋蔥等物种。